# Apophoneura recurrens
Apophoneura recurrens är en tvåvingeart som beskrevs av Malloch 1933. Apophoneura recurrens ingår i släktet Apophoneura och familjen myllflugor. Inga underarter finns listade i Catalogue of Life.